# Język ollari
Język ollari – język naturalny należący do rodziny języków drawidyjskich. Używany jest przez ok. 15 tys. (2002) mieszkańców południowych Indii.